# Xiao Chaogui
 (octobre 2015).
Si vous disposez d'ouvrages ou d'articles de référence ou si vous connaissez des sites web de qualité traitant du thème abordé ici, merci de compléter l'article en donnant les références utiles à sa vérifiabilité et en les liant à la section « Notes et références ».
Xiao Chaogui (蕭朝貴) fut un des chefs de la Révolte des Taiping contre le gouvernement Qing, de 1850 à 1864.

## Biographie
C'était un Hakka, qui rejoignit très tôt le mouvement Taiping, à l'automne 1848.
Il était le beau-frère de Hong Xiuquan ; il était par ailleurs le « porte-parole de Jésus-Christ » au sein de la communauté Taiping, au cours des séances médiumniques (« visites divines » de Jésus) que tenaient les principaux chefs Taiping.
Ce fut un des intégristes du mouvement, qui fit juger et exécuter ses parents parce qu'ils vivaient ensemble, en violation de la législation Taiping sur la séparation rigoureuse des hommes et des femmes.
Du fait de son importance, il reçut le titre de Roi de l'Ouest.
En août 1852, il quitte Chenzhou (qui servait alors de base aux Taiping), accompagné de 2 000 hommes, pour marcher sur Changsha. Là, le 12 septembre, un archer le tue.